# Brake My Wife, Please
Brake My Wife, Please, llamado Frene a mi mujer en España y Detengan a mi esposa por favor en Hispanoamérica, es un episodio perteneciente a la decimocuarta temporada de la serie animada Los Simpson, emitido originalmente el 11 de mayo de 2003. El episodio fue escrito por Tim Long y dirigido por Pete Michels, 
Steve Buscemi y Jackson Browne fueron sus estrellas invitadas, interpretándose a sí mismos.

## Sinopsis
Todo comienza cuando, en un viaje escolar al Acuario de Springfield, Skinner ve una almeja con dos grandes perlas amarillas, que resultan ser el trasero de Bart. Mientras que el niño trata de salir del agua, es atrapado por un pulpo, golpeado por una tortuga y herido en la cabeza por un pez martillo. Mientras las heridas de Bart son tratadas en un hospital, Marge descubre que Homer tiene su tarjeta del seguro, pero no logra encontrarlo por ningún lado. Cuando Homer llega, Marge le dice que debe comprarse un teléfono móvil.
Homer lo hace, pero luego lo cambia por un teléfono manos libres, el cual usa mientras conduce. En la tienda, el vendedor lo convence para que compre todo tipo de artefactos para el coche. Sin embargo, los productos le causan todo tipo de distracciones al volante, y termina cayendo por un muelle. Esto causa la pérdida de la licencia de Homer.
Homer no puede conducir, por lo que Marge se convierte en la conductora de la familia. Entre otras cosas, debe llevar a Lenny y a Carl a sus casas. Un día, Homer va caminando hacia la taberna de Moe, y a medida que pasan los días, se da cuenta de que caminar es mejor y más saludable. Mientras que Homer camina, Marge está todo el día en el coche, conduciendo por toda la ciudad. Un día, Homer estaba caminando y cantando junto al actor Steve Buscemi y otros ciudadanos de Springfield por la ciudad, cuando Marge accidentalmente lo atropella.
Más tarde, mientras Homer se recupera de su accidente, el Dr. Hibbert le dice a Marge que estaría incapacitado durante un tiempo, por lo que ella debería hacer todo por él. Marge le lleva sopa a Homer, pero accidentalmente se la arroja encima. Unos días más tarde, cuando Homer camina por la cocina con un bastón, ella "accidentalmente" lo golpea, haciéndolo caer. Homer comienza a sospechar de que Marge lo odia y quiere hacerle daño. Comienzan a pelear, y luego deciden visitar a un consejero matrimonial, quien le aconseja a Homer organizar una cena romántica para su esposa. Para realizarla, Homer invita a toda la gente de Springfield y hace una parrillada en el patio trasero de su casa, en honor a Marge.
Marge, volviendo de mal humor después de trabajar, camina hacia el patio trasero y es bienvenida por todos. Jackson Browne canta un dueto con Homer, en el cual le dice a Marge cuánto la quiere. Luego de la cena, Marge le dice a su marido que lo ama y ambos se besan. Finalmente, Homer echa a todos de su casa con aspersores, y entra a la casa con Marge.